# فرانچسکو بریوشی
فرانچسکو بریوشی (به ایتالیایی: Francesco Brioschi) (زاده ۲۲ دسامبر ۱۸۲۴ – درگذشته ۱۳ دسامبر ۱۸۹۷ در میلان) ریاضیدان اهل ایتالیا بود. او یکی از مهمترین سازمان دهندگان ریاضیات در ایتالیا در سده نوزدهم بود.

## زندگی و کارنامه

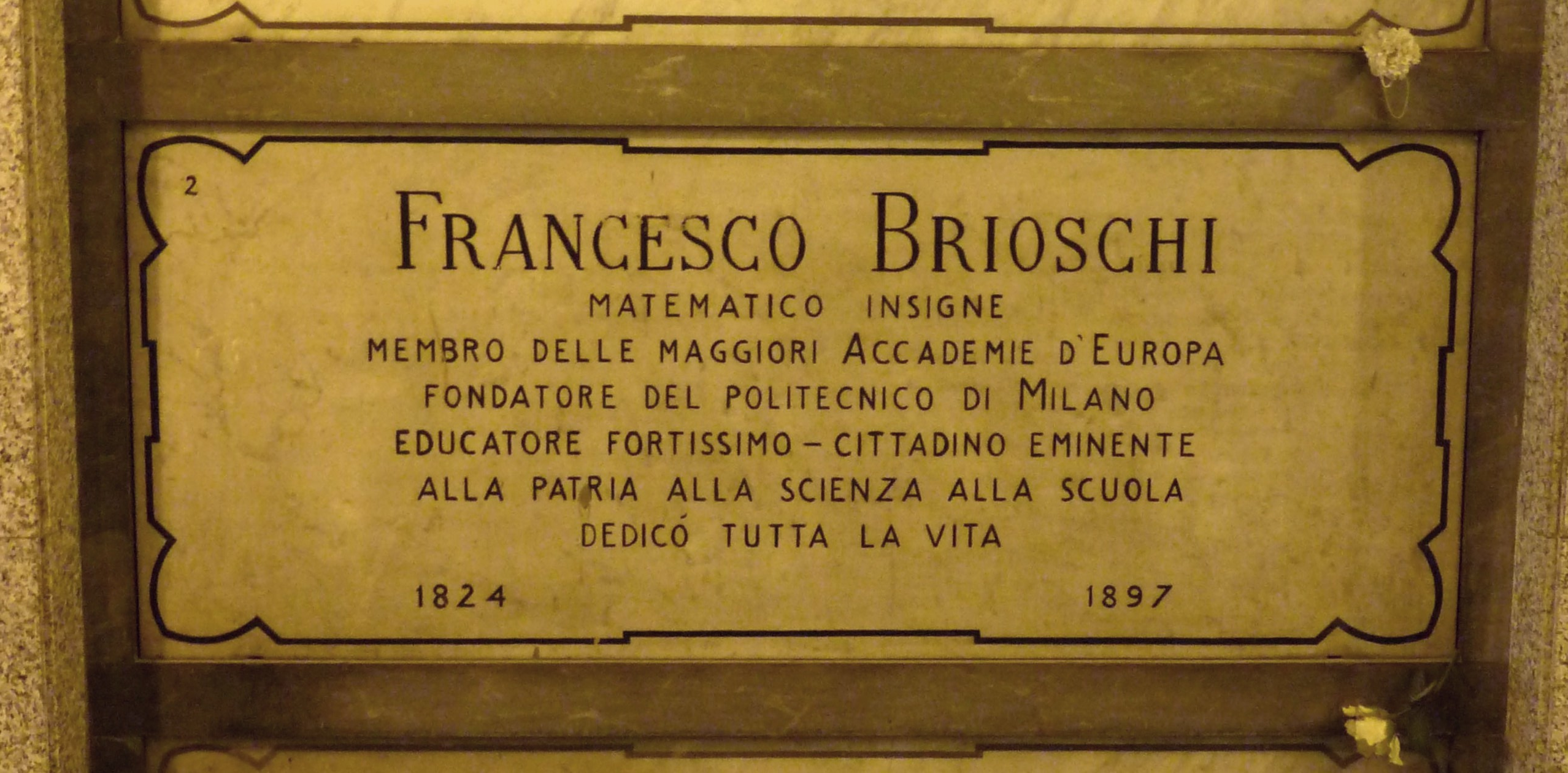
مقبره فرانچسکو بریوشی

بریوشی در دانشگاه پادوا تحصیل کرد و همانجا با سرپرستی آنتونیو بوردونی درجه دکتری ریاضیات را دریافت کرد. در پادوا، او کارهای کوشی و لاگرانژ را فراگرفت و از سال ۱۸۵۲ تا ۱۸۶۱ ریاضیات کاربردی تدریس کرد. در سال ۱۸۵۸ بریوشی به همراه انریکو بتی و فلیچه کازوراتی راهی سفری به مراکز مهم ریاضیات اروپا یعنی پاریس، گوتینگن و برلین شدند. در این سفر، بویژه ملاقات با برنهارد ریمان برای این سه تاثیرگذار بود و بریوشی به همراه بتی آغاز به ترجمه کارهای ریمان به ایتالیایی نمودند. این نقطه، از نظر بسیاری آغاز پیشرفت ریاضیات مستقل در ایتالیا در سده نوزدهم با تاکید بر هندسه جبری بود. در سال ۱۸۶۰ در وزارت آموزش به وزیری رسید و در ۱۸۶۳ دانشگاه پلی تکنیک میلان را بنیان نهاد و در همانجا تا پایان عمر به تدریس پرداخت.
بریوشی در سال ۱۸۵۴ کتابی درباره نظریه دترمینان ها نوشت و از سال ۱۸۵۸ تا ۱۸۶۱ چهار جلد کتاب درباره نظریه ناورداهای رویه های درجه دوم به چاپ رساند. در سال ۱۸۵۸ او حلی برای یک معادله ای درجه پنجم بوسیله تابع های بیضوی ارائه کرد. او همچنین حل معادلات درجه ششم را نیز مورد پژوهش قرار داد و ثابت نمود که حل معادلات خاص درجه ششم با توابع هذلولوی که هاینریش ماشکه در سال ۱۸۸۸ بررسیده بود برای همه معادلات درجه شش قابل گسترش است. او همچنین برگردانی ایتالیایی از آثار اقلیدس برای مدرسه های ایتالیا منتشر کرد و نیز آثاری از لئوناردو دا وینچی را به چاپ رساند. در سال های ۱۸۶۷ تا ۱۸۷۷ او مجله «ریاضیات محض و کاربردی» را که یکی از بهترین مجلات ریاضی اروپا بود ویراستاری کرد. از جمله دانشجویان دکتری او می توان لوییجی کرمونا و ائوجنیو بلترامی را نام برد.